# هيو ماكفرلين
هيو ماكفرلين (بالإنجليزية: Hugh McFarlane)‏ هو شخصية أعمال وسياسي أمريكي، ولد في 23 يونيو 1815، وتوفي في 16 أغسطس 1882. انتخب عضو جمعية ولاية ويسكونسن.